# Snovsk
Snovsk (ukrainska: Сновськ uttal (fil); ryska: Сновск) är en stad i Tjernihiv oblast i Ukraina med omkring 11 000 invånare. Folkmängden uppgick till 11 506 invånare i början av 2012.